# Alasdair Strokosch

a Compétitions nationales et continentales officielles uniquement.

b Matchs officiels uniquement.
Dernière mise à jour le 24 octobre 2015.
Alasdair Karl Strokosch, né le 21 février 1983 à Paisley (Écosse), est un joueur international écossais de rugby à XV évoluant au poste de troisième ligne aile (1,91 m pour 107 kg). Il joue au sein du club français de l'USA Perpignan en Pro D2 depuis 2012, ainsi qu'en équipe d'Écosse depuis 2006.

## Biographie
Alasdair Strokosch joue dès 2003 avec Edinburgh Rugby. Il connaît sa première sélection internationale avec l’Écosse en 2006 contre l'équipe d'Australie. Il est retenu dans le groupe de 40 joueurs appelé à disputer le Tournoi des Six Nations 2007. De 2007 à 2012, il joue avec le Gloucester RFC en Coupe d'Europe et en Premiership. En 2012, il signe pour deux saisons à l'USA Perpignan.

## Carrière

### En club
- 2003-2007 : Edinburgh Rugby
- 2007-2012 : Gloucester RFC
- 2012-2018 : USA Perpignan

### En équipe nationale
Il a obtenu sa première cape internationale le 25 novembre 2006 à l’occasion d’un match contre l'équipe d'Australie à Édimbourg (Écosse).

## Palmarès
- Vainqueur de la Coupe anglo-galloise en 2011
- Champion de France de Pro D2 en 2018

## Statistiques en équipe nationale
- 47 sélections (35 fois titulaire, 12 fois remplaçant)
- 10 points (2 essais)
- 1 fois capitaine le 22 août 2015
- Sélections par année : 1 en 2006, 6 en 2008, 7 en 2009, 3 en 2010, 6 en 2011, 7 en 2012, 7 en 2013, 5 en 2014, 5 en 2015
- Tournois des Six Nations disputés : 2008, 2009, 2010, 2011, 2012, 2013, 2014, 2015

En Coupe du monde :
- 2011 : 3 sélections (Géorgie, Argentine, Angleterre)
- 2015 : 1 sélection (États-Unis)